# Учебное авиационное командование
Учебно-тренировочное авиационное командование (англ. Air Education and Training Command, AETC) — одно из десяти главных авиационных командований Военно-воздушных сил Соединенных Штатов Америки, известно также по прозвищу «Первое командование» (англ. The First Command).

## История организационного строительства
Учебное авиационное командование ВВС США сформировано 1 июля 1993 года. Штаб-квартира командования — авиабаза Рэндолф штата Техас.

## Командование
- Командующий — генерал-лейтенант Маршалл Б. Уэбб

## Выполняемые задачи
На командование возложено выполнение следующих основных задач:
- Профессиональный отбор лётного и технического состава[1];
- Подготовка лётного состава по программе первоначальной лётной подготовки[1];
- Подготовка личного состава по программе первоначальной технической подготовки[1];
- Подготовка личного состава по программе профессионального военного образования[1].

## Структура
Учебное авиационное командование структурно представляет собой части, дислоцированные на континентальной части США.
Командование осуществляет планирование и надзор на следующих объектах:
- 2-я воздушная армия (США)[англ.] (Кислер (Keesler), штат Миссисипи[1];
- 19-я воздушная армия (США)[англ.] (Рандолф), штат Техас[1];
- Рекрутинговая служба Учебного авиационного командования (Рандолф), штат Техас[1];
- 59-е медицинское крыло (медицинский центр) (Леклэнд (Lackland), штат Техас[1];
- Авиационный университет (Air University) авиабаза Максвелл (Maxwell), штат Алабама[1];
- Учебная эскадрилья авиационной безопасности (Рандолф), штат Техас[1].

## Вооружение
На вооружении командования находятся:
- ударные самолеты (истребители и штурмовики: F-16, F-35) — 155;
- самолеты сил специальных операций (CV-22, HC-130, HH-60, MC-130H, MC-130J, MC-130P) — 14;
- самолеты-заправщики (KC-135R) — 26;
- транспортные самолеты C-17, KC-135R — 27;
- вертолеты — 47;
- учебно-боевые самолеты (T-1A (Raytheon T-1 Jayhawk), T-6A, T-38C) — 1129.